# フェインガ・ファカイ
フェインガ・ファカイ（Feinga Fakai、1997年7月6日 - ）は、ジャパンラグビーリーグワン三重ホンダヒートに所属するラグビーユニオンの選手。

## プロフィール
- トンガ出身。
- ポジションはプロップ(PR)。
- 身長 180 cm、体重 114 kg
- ニックネームはインガ[1]。
- ジュニア・ジャパン及びU20日本代表に選ばれたことがある[2]。

## 略歴
中学2年生からラグビーを始めた。
2016年、日本航空石川卒業後、京都産業大学に入る。
2020年、京都産業大学卒業後、栗田工業ウォーターガッシュ(現・クリタウォーターガッシュ昭島)に加入。
2021年2月13日に行われたジャパンラグビートップチャレンジリーグ第1節の釜石シーウェイブスRFC戦に途中出場で日本での公式戦初出場を果たした。
2023年、東京サントリーサンゴリアスに加入。
2024年6月、三重ホンダヒートに入団。